# Kavastu (Haljala)
Kavastu – wieś w Estonii, w prowincji Virumaa Zachodnia, w gminie Haljala.